# The Singing Apes
The Singing Apes är ett musikalbum av manskören Orphei Drängar under ledning av Robert Sund och gavs ut 1996. Skivans huvudspår är "The Singing Apes of Khao Yai" som Jan Sandström skrev för OD och som kören brukar framföra ganska ofta på sina konserter. Medverkande på skivan förutom O.D. är Olle Persson, Folke Alin, Stefan Dahlberg, Anders Bergström och Uppsala Kammarorkester.

## Innehåll
1. "The Singing Apes of Khao Yai" (Jan Sandström) – 6:42
  - OD (solo tenor: Henrik Sundqvist)
2. "The Ballad of Little Musgrave and Lady Barnard" (Benjamin Britten) – 9:13
  - Folke Alin — piano
3. "The Song of the Blacksmith" (Hampshire folksång – arr. Gustav Holst) – 1:26
4. "The Turtle Dove" (Trad. – arr. Ralph Vaughan Williams) – 3:00
  - Olle Persson — solo baryton
5. "A Stopwatch and an Ordnance Map, Op. 15" (Text: Stephen Spender – musik: Samuel Barber) – 6:23
  - Anders Wikström — timpani
6. "Per un morto" (Text: Grekisk poesi; översättning: Niccolò Tommasèo – musik: Ildebrando Pizzetti) – 3:05
7. "Wir zogen in das Feld" (Text: Georg Forster – musik: Johann Nepomuk David) – 2:55
8. "Der alte Soldat" (Text: Joseph von Eichendorff – musik: Peter Cornelius) – 4:37
9. "Der Tambour" (Text: Eduard Mörike – musik: Hugo Distler) – 2:05
10. "Die Rose stand im Tau, Op. 65 No. 1" (Text: Friedrich Rückert – musik: Robert Schumann) – 2:47
11. "Ständchen, Op. 135" (Text: Franz Grillparzer – musik: Franz Schubert) – 5:42
  - Olle Persson — solo baryton
  - Folke Alin — piano
12. "Verbundenheit, Op. 35 No. 6" (Arnold Schönberg) – 2:11
13. "Das Berliner Requiem" (Text: Bertolt Brecht – musik: Kurt Weill) – 18:54
  1. ""Großer Dankchoral" – 3:26
  2. "Ballade" – 2:34
  3. "Marterl" – 1:57
  4. "Erster Bericht über den unbekannten Soldaten unter dem Triumphbogen Wir kamn von den Gebirgen" – 3:46
  5. "Zweiter Bericht über den unbekannten Soldaten unter dem Triumphbogen Alles, was ich euch sagte" – 5:05
  6. "Großer Dankchoral" – 1:51

  - Stefan Dahlberg — solo tenor
  - Folke Alin — orgel

Total tid: 72:31
- Spår 1, 2, 4, 5, 9, 11, 13 – producerade av Jens Braun.
- Spår 3, 6, 7, 8, 10, 12 – producerade av Hans Kipfer.

## Medverkande
- Orphei Drängar
- Robert Sund — dirigent
- Folke Alin — piano, orgel
- Olle Persson — baryton
- Stefan Dahlberg — tenor
- Anders Bergström — baryton
- Uppsala Kammarorkester:
  - Lars-Arne Larsson — klarinett
  - Lars-Erik Lidström — klarinett
  - Bengt Larsson — altsaxofon
  - Jörgen Petterson — altsaxofon, tenorsaxofon
  - Eva-Lena Holmstedt — fagott
  - Gunnar Persson — fagott
  - Birgitta Karlsson — horn
  - Lennart Stevensson — horn
  - Bengt Fagerström — trumpet
  - Tryggve Palmquist — trumpet
  - Birgitta Uggla — trombon
  - Walter Brolund — bastrombon
  - Johnny Rönnlund — percussion
  - Teuvo Kanerva — gitarr, banjo